# 훔볼트큰귀갈색박쥐
훔볼트큰귀갈색박쥐(Histiotus humboldti)는 애기박쥐과에 속하는 남아메리카 박쥐의 일종이다. 콜롬비아와 베네수엘라에서 발견된다.

## 특징
작은 박쥐로 전체 몸길이가 106~110mm이고 전완장이 45.5~46.9mm, 꼬리 길이가 47~52mm이다. 발 길이는 9~11mm, 귀 길이는 28~32mm이고 몸무게는 최대 11.5g이다. 등 쪽 털은 밝은 황갈색부터 갈색까지 다양한 반면에 배 쪽은 갈색빛의 누르스름한 색을 띤다. 귀는 아주 큰 타원이다.

## 생태
앞이 트인 공간에서 사냥을 한다. 먹이는 곤충이다. 성적으로 왕성한 수컷은 3월과 7월, 8월에 포획되는 반면에 젖을 먹이거나 새끼를 밴 암컷은 3월에 관찰된다.

## 분포 및 서식지
콜롬비아 서부와 베네수엘라 북서부, 남부에서 파편적으로 분포한다. 해발 1,498m와 2,217m 사이의 우림과 파라모 지역에서 서식한다.